# Anthony Gildès
Anthony Gildès nom d’artiste d’Anatole Gleizes, né le 13 août 1856 à Metz (Moselle) et mort le 6 octobre 1941 dans le 17e arrondissement de Paris, est un acteur de théâtre et de cinéma français.

## Biographie
Neveu du sculpteur Georges Gleizes (1831-1915), il entame une carrière administrative à la Préfecture de la Seine et, parallèlement, une carrière artistique comme comédien au théâtre. Il devient célèbre à partir de 1892 dans la pièce de Maurice Donnay, Lysistrata. Après de nombreux rôles au théâtre, Gildès devient acteur de cinéma à partir de 1916. Il tourne alors dans les premiers films muets, dont Mater Dolorosa d’Abel Gance.
Son dernier film sortira quelques semaines seulement avant son décès. Mort à l'âge de 85 ans, il était veuf de Thérèse Roques, institutrice de la Ville de Paris. Époux en secondes noces de sa cousine Marie-Blanche Gleizes, il est le père de Suzanne Gleizes (1893-1978) femme de l'industriel Jacques Delafon, maire de Samoreau, fils du cofondateur de l'entreprise Jacob Delafon.

## Filmographie
- 1916 : Le Droit à la vie d’Abel Gance
- 1916 : L’Homme de compagnie de Jacques Feyder - (court métrage)
- 1916 : Midinettes de René Hervil et Louis Mercanton
- 1917 : Les Bleus de l’amour de Henri Desfontaines
- 1917 : La Zone de la mort d’Abel Gance
- 1917 : Mater Dolorosa d’Abel Gance
- 1919 : Le Fils de la nuit de Georges Bourgeois
- 1921 : Un drame sous Napoléon de Gérard Bourgeois.
- 1921 : Blanchette de René Hervil
- 1923 : La Faute des autres de Jacques Olivier
- 1926 : L’Homme à l’hispano de Julien Duvivier
- 1926 : Paris, Cabourg, Le Caire et l'amour de Gabriel de Gravone
- 1931 : L’Amour à l’américaine de Claude Heymann
- 1931 : Mam’zelle Nitouche de Marc Allégret : l'évêque
- 1931 : Tout ça ne vaut pas l’amour de Jacques Tourneur
- 1931 : Monsieur le maréchal de Carl Lamac
- 1931 : La Petite Chocolatière de Marc Allégret
- 1931 : Rien que la vérité de René Guissart
- 1931 : Le Roi du cirage de Pierre Colombier
- 1932 : Ce cochon de Morin de Georges Lacombe
- 1932 : Le Chien jaune de Jean Tarride
- 1932 : Les Deux Orphelines de Maurice Tourneur
- 1932 : Le Crime du chemin rouge de Jacques Séverac
- 1932 : Il a été perdu une mariée de Léo Joannon
- 1932 : Le Picador de Jaquelux
- 1932 : Mirages de Paris de Fedor Ozep : le juge d'instruction
- 1932 : L’affaire est dans le sac de Pierre Prévert - (court métrage)
- 1932 : L’Amour en six jours d’Émile-Georges De Meyst - (court métrage)
- 1932 : Un beau jour de noces de Maurice Cammage - (court métrage)
- 1932 : Ordonnance malgré lui de Maurice Cammage - (court métrage)
- 1932 : Bouton d’or d’Andrew F. Brunelle - (court métrage)
- 1932 : Son plus bel exploit d’André E. Chotin - (court métrage)
- 1932 : Célérité et discrétion d’Émile-Georges De Meyst - (court métrage)
- 1933 : La Robe rouge de Jean de Marguenat
- 1933 : Lac aux dames de Marc Allégret
- 1933 : Toto de Jacques Tourneur
- 1933 : Les Misérables de Raymond Bernard
- 1933 : Feu Toupinel de Roger Capellani
- 1933 : L’Abbé Constantin de Jean-Paul Paulin
- 1933 : Tout pour rien de René Pujol
- 1933 : Une petite femme en or d’André Pellenc - (court métrage)
- 1933 : Les enfants s’amusent - (court métrage)
- 1933 : Le Dernier Preux de Pierre-Jean Ducis - (court métrage)
- 1933 : La musique adoucit les mœurs de Jean de Size - (moyen métrage)
- 1933 : Zulma en justice de Léopold Simons
- 1934 : Les Bleus de la marine de Maurice Cammage
- 1934 : Une nuit de folies de Maurice Cammage
- 1934 : L’Hôtel du libre échange de Marc Allégret
- 1934 : Le Dernier Milliardaire de René Clair
- 1934 : Pension Mimosas de Jacques Feyder
- 1934 : Justin de Marseille de Maurice Tourneur
- 1934 : Prince de minuit de René Guissart
- 1934 : Le Prince Jean de Jean de Marguenat
- 1934 : Sans famille de Marc Allégret
- 1934 : Si j'étais le patron de Richard Pottier : M. Triangle
- 1934 : Un bout d’essai d’Émile-Georges De Meyst et Walter Kapps - (court métrage)
- 1934 : Le Centenaire de Pierre-Jean Ducis - (court métrage)
- 1934 : Le Malade imaginaire de Jaquelux et Marc Merenda - (court métrage)
- 1934 : La peinture adoucit les mœurs de Jean de Size - (court métrage)
- 1934 : Les Suites d'un premier lit, moyen métrage de Félix Gandéra
- 1934 : Un petit trou pas cher de Pierre-Jean Ducis - (court métrage)
- 1935 : Le Monde où l'on s'ennuie de Jean de Marguenat : Le poète
- 1935 : Paris Camargue de Jack Forrester
- 1935 : Quadrille d'amour  de Richard Eichberg et Germain Fried : Le speaker
- 1935 : Tarass Boulba d’Alexis Granowsky
- 1935 : Samson de Maurice Tourneur
- 1935 : Adémaï au Moyen Âge de Jean de Marguenat
- 1935 : Le Bébé de l’escadron de René Sti
- 1935 : Deuxième Bureau de Pierre Billon
- 1935 : Dora Nelson de René Guissart
- 1935 : Et moi, j’te dis qu’elle t’a fait de l’œil de Jack Forrester
- 1935 : Fanfare d’amour de Richard Pottier
- 1935 : Un oiseau rare de Richard Pottier
- 1935 : Mademoiselle Mozart de Yvan Noé
- 1935 : Le Crime de Monsieur Pégotte de Pierre-Jean Ducis - (court métrage)
- 1935 : En avant la musique d’André Pellenc - (court métrage)
- 1935 : Ernest a le filon d’Andrew F. Brunelle - (court métrage)
- 1935 : Le Rapide 713 de Georges Friedland - (court métrage)
- 1935 : Le Scrupule de Dimitri Kirsanoff - (court métrage)
- 1935 : Le Parapluie de Monsieur Bec de Robert Péguy - (court métrage)
- 1936 : Avec le sourire de Maurice Tourneur
- 1936 : L’Homme du jour de Julien Duvivier
- 1936 : La Course à la vertu de Maurice Gleize
- 1936 : Une gueule en or de Pierre Colombier
- 1936 : Josette de Christian-Jaque
- 1936 : Monsieur Personne de Christian Jaque
- 1936 : Moutonnet de René Sti
- 1936 : 27, rue de la Paix de Richard Pottier
- 1936 : Le Roi de Pierre Colombier
- 1936 : Rigolboche de Christian Jaque
- 1936 : La Peur de Victor Tourjansky
- 1936 : Les Croquignolle de Robert Péguy - (court métrage)
- 1937 : Paris de Jean Choux
- 1937 : La Maison d’en face de Christian-Jaque
- 1937 : Les Perles de la couronne de Sacha Guitry et Christian Jaque
- 1937 : Hercule d’Alexander Esway et Carlo Rim
- 1937 : La Plus Belle Fille du monde de Dimitri Kirsanoff
- 1937 : À Venise, une nuit de Christian Jaque
- 1937 : L’Habit vert de Roger Richebé
- 1937 : Ces dames aux chapeaux verts de Maurice Cloche
- 1937 : La Chaste Suzanne d’André Berthomieu : Dominique
- 1937 : Les Gangsters de l'expo, de Émile-Georges De Meyst
- 1937 : Mirages de Paris de Alexandre Ryder
- 1937 : Neuf de trèfle de Lucien Mayrargue
- 1938 : Titin des Martigues de René Pujol
- 1938 : Alexis gentleman chauffeur de Max de Vaucorbeil
- 1938 : L'Ange que j'ai vendu de Michel Bernheim
- 1938 : Katia de Maurice Tourneur
- 1938 : Le Plus beau gosse de France de René Pujol
- 1938 : Le Château des quatre obèses d’Yvan Noé
- 1938 : Ça c’est du sport de René Pujol
- 1938 : Deux de la réserve de René Pujol
- 1938 : Les Rois de la flotte de René Pujol
- 1938 : Son oncle de Normandie de Jean Dréville
- 1938 : Vidocq de Jacques Daroy
- 1938 : La Maison du Maltais de Pierre Chenal
- 1938 : Le Récif de corail de Maurice Gleize
- 1938 : Remontons les Champs-Élysées de Sacha Guitry
- 1938 : Deuxième Bureau contre Kommandantur de René Jayet et Robert Bibal
- 1938 : Le Dompteur de Pierre Colombier
- 1939 : La Boutique aux illusions de Jacques Séverac
- 1939 : Entente cordiale de Marcel L’Herbier
- 1939 : Quartier Latin de Pierre Colombier, Christian Chamborant et Alexander Esway
- 1939 : Sur le plancher des vaches de Pierre-Jean Ducis
- 1939 : Ils étaient neuf célibataires de Sacha Guitry
- 1939 : Ma tante dictateur de René Pujol
- 1939 : Nuit de décembre de Curtis Bernhardt
- 1939 : Pièges de Robert Siodmak
- 1939 : La Famille Duraton de Christian Stengel
- 1940 : La Comédie du bonheur de Marcel L’Herbier
- 1940 : Espoirs de Willy Rozier
- 1940 : Faut ce qu’il faut de René Pujol
- 1940 : Miquette de Jean Boyer
- 1940 : Les Surprises de la radio de Marcel Aboulker
- 1941 : L’Assassinat du Père Noël de Christian Jaque
- 1941 : Premier Bal de Christian Jaque
- 1941 : Caprices de Léo Joannon
- 1941 : Nous les gosses de Louis Daquin

## Théâtre
- 1892 : Lysistrata de Maurice Donnay d'après Aristophane, Grand Théâtre
- 1893 : Madame Sans-Gêne de Victorien Sardou et Émile Moreau, théâtre du Vaudeville
- 1896 : Lysistrata de Maurice Donnay d'après Aristophane, théâtre du Vaudeville
- 1900 : La Robe rouge d'Eugène Brieux, théâtre du Vaudeville
- 1921 : La Tendresse d'Henry Bataille, théâtre du Vaudeville
- 1921 : Comédienne de Jacques Bousquet, Paul Armont, théâtre des Nouveautés
- 1924 : Ce que femme veut d’Alfred Savoir et Étienne Rey, mise en scène Charlotte Lysès, théâtre des Mathurins
- 1924 : Le Geste de Maurice Donnay et Henri Duvernois, théâtre de la Renaissance
- 1932 : Le Sexe fort de Tristan Bernard, théâtre des Nouveautés
- 1932 : Jeanne d’Henri Duvernois, mise en scène Jacques Copeau, théâtre des Nouveautés